# Donaldismus
Donaldismus bezeichnet die Beschäftigung mit der fiktiven Familie Duck und die Erforschung familiärer, biologischer, technischer, soziologischer und gruppendynamischer Phänomene in der fiktiven Stadt Entenhausen. Diese findet insbesondere in Deutschland und Skandinavien auch in Organisationen und Veranstaltungen statt und umfasst sowohl humoristische wie auch philosophische und natur- und kulturwissenschaftliche Beiträge.

## Inhalte
Der Donaldismus beschäftigt sich mit Donald Duck, Dagobert Duck, Tick, Trick und Track sowie den anderen Bewohnern Entenhausens und deren Umfeld. Als Grundlage dienen hierbei insbesondere Geschichten des amerikanischen Zeichners Carl Barks, die von der Kunsthistorikerin Erika Fuchs ins Deutsche übersetzt wurden. Jedoch wird die recht freie Übersetzung von Erika Fuchs auch von quellenpuristischer Seite kritisiert.
Es gibt Aufsätze zu Fragestellungen wie der „Donaldistischen Utopie“ oder dem „Klima in Entenhausen“. Selbst die Sexualität und die Rechtsstrukturen in der Entenmetropole werden ausgeleuchtet. Den Interessierten geht es dabei um die „Erforschung der Familie Duck und des Entenhausener Universums in jeglicher nur denkbaren Hinsicht“. Puristen, auch als Barksisten bezeichnet, beziehen dabei nur die Geschichten von Barks in ihre Forschung ein. Einen Überblick über das donaldistische Wissen gibt ein eigenes Wiki.

## Geschichte
1970 erschien als erste wissenschaftlich donaldistische Arbeit der von Carl-Ludwig Reichert, Ludwig Moos und Michael Czernich unter dem Pseudonum „Grobian Gans“ verfasste Band Die Ducks: Psychogramm einer Sippe. Den Verlag der Erstausgabe „Wissenschaftliche Verlagsanstalt zur Pflege Deutschen Sinngutes“ hatten die Autoren erfunden, bei Rowohlt erschienen dann von 1972 bis 1994 insgesamt 17 Folgeauflagen.
1971 veröffentlichte Jon Gisle in Norwegen den Essay Donaldismen, dem 1973 sein Buch Donaldism folgte.
1977 wurde von Hans von Storch, der als Begründer des organisierten Donaldismus in Deutschland gilt, die Deutsche Organisation nichtkommerzieller Anhänger des lauteren Donaldismus, kurz D.O.N.A.L.D., in Hamburg gegründet.

## Veranstaltungen und Vereine
Die Donaldisten haben sich in landesspezifisch ausgerichteten Vereinen organisiert. In Europa sind dies:
- Deutschland: Deutsche Organisation nichtkommerzieller Anhänger des lauteren Donaldismus (D.O.N.A.L.D.)
- Dänemark: Dansk Donaldist-Forening (RAP) (DDF(R))
- Schweden: Nationella Ankistförbundet i Sverige (kvack) (NAFS(k))

Kongresse der D.O.N.A.L.D. finden jährlich an wechselnden Veranstaltungsorten statt. Dort werden wissenschaftliche Vorträge gehalten und neben anderen Würdenträgern die PräsidEnte der D.O.N.A.L.D. gewählt (wird das Amt von einem Mann bekleidet, ist die Bezeichnung Präsiderpel statthaft) und ungezählte Orden und Auszeichnungen an verdiente Mitglieder verteilt. Beim Kongress 2005 in Aachen wurde erstmals der MacMoneysac-Preis verliehen. Preisträger war Josef Ackermann, Chef der Deutschen Bank. Dieser Preis geht an Menschen, die „ihre wirtschaftlichen Interessen frei von den Fesseln moralischer Bedenken“ durchsetzen und „den Entenhausener Wirtschaftslenkern in nichts nachstehen“. Weiterhin wird seit 1999 der Professor-Püstele-Preis für herausragende Leistungen auf dem Gebiet des wissenschaftlichen Donaldismus verliehen.
Weitere Veranstaltungen sind das jährliche „Mairennen“ im Frühjahr, bei dem zum Beispiel in Form einer Fußgänger-Rallye „… donaldistische Aufgaben gelöst werden [müssen], die sich an den Barks-Geschichten orientieren“, und die jährlich im Herbst stattfindenden, „Zwischenzeremonie“ genannten eher lockeren Zusammentreffen, für die der eigens dafür gewählte Zeremonienmeister verantwortlich zeichnet. Zudem gibt es viele Stammtische, die mehr oder weniger regelmäßig in Deutschland, Österreich und der Schweiz stattfinden.